# Motocyklowe Grand Prix Indianapolis
Motocyklowe Grand Prix Indianapolis – eliminacja Mistrzostw Świata Motocyklowych Mistrzostw Świata rozgrywana w latach 2008-2015.

## Historia
Pomysł na rozegranie Grand Prix w wyścigach motocyklowych na torze Indianapolis Motor Speedway zrodził się po nie uzyskaniu licencji toru oraz wykluczeniu z kalendarza Formuły 1 Grand Prix Stanów Zjednoczonych, która rozgrywała tu swoje zmagania od 2000 do 2007 roku.
Pierwszy wyścig o wielką nagrodę Indianapolis rozegrany został 14 września 2008 roku. Rozegrane zostały dwa wyścigi z trzech planowanych. Spowodowane to było nadejściem huraganu Ike, który przeszkadzał zawodnikom rozegranych zawodów. W najwyższej klasie - MotoGP przerwano zawody właśnie z niesprzyjających warunków. Pierwszymi zwycięzcami okazali się: w 125 cm³ Hiszpan Nicolas Terol (było to pierwsze zwycięstwo zawodnika w karierze) oraz Włoch Valentino Rossi w klasie MotoGP. Po 2015 roku wyścig zniknął z kalendarza mistrzostw Świata.
Sponsorem zawodów był Red Bull.

## Lista zwycięzców
| Rok  | Tor          | Moto3         | Moto3    | Moto2            | Moto2           | MotoGP          | MotoGP   |
| Rok  | Tor          | Zawodnik      | Motocykl | Zawodnik         | Motocykl        | Zawodnik        | Motocykl |
| ---- | ------------ | ------------- | -------- | ---------------- | --------------- | --------------- | -------- |
| 2015 | Indianapolis | Livio Loi     | Honda    | Álex Rins        | Kalex           | Marc Márquez    | Honda    |
| 2014 | Indianapolis | Efren Vazquez | Honda    | Mika Kallio      | Kalex           | Marc Márquez    | Honda    |
| 2013 | Indianapolis | Álex Rins     | KTM      | Esteve Rabat     | Kalex           | Marc Márquez    | Honda    |
| 2012 | Indianapolis | Luis Salom    | Kalex    | Marc Márquez     | Suter           | Dani Pedrosa    | Honda    |
| Rok  | Tor          | 125 cm3       | 125 cm3  | Moto2            | Moto2           | MotoGP          | MotoGP   |
| Rok  | Tor          | Zawodnik      | Motocykl | Zawodnik         | Motocykl        | Zawodnik        | Motocykl |
| 2011 | Indianapolis | Nicolás Terol | Aprilia  | Marc Márquez     | Suter           | Casey Stoner    | Honda    |
| 2010 | Indianapolis | Nicolás Terol | Aprilia  | Toni Elías       | Moriwaki        | Dani Pedrosa    | Honda    |
| Rok  | Tor          | 125 cm3       | 125 cm3  | 250 cm3          | 250 cm3         | MotoGP          | MotoGP   |
| Rok  | Tor          | Zawodnik      | Motocykl | Zawodnik         | Motocykl        | Zawodnik        | Motocykl |
| 2009 | Indianapolis | Pol Espargaró | Derbi    | Marco Simoncelli | Gilera          | Jorge Lorenzo   | Yamaha   |
| 2008 | Indianapolis | Nicolás Terol | Aprilia  | wyścig odwołany  | wyścig odwołany | Valentino Rossi | Yamaha   |